# 퀴어 애즈 포크 (1999년 드라마)
퀴어 애즈 포크(Queer as Folk)는 1999년 2월 23일부터 2000년 2월 22일까지 채널 4에서 방영된 드라마이다.